# Mario Giardini
Mario Giardini CRSP (* 4. Dezember 1877 in Mailand; † 30. August 1947) war ein italienischer römisch-katholischer Geistlicher, Diplomat des Heiligen Stuhls und Erzbischof von Ancona e Numana.

## Leben
Giardini wurde am 24. September 1904 durch den Erzbischof von Mailand, Andrea Carlo Kardinal Ferrari, zum Priester geweiht. Er war Mitglied der Barnabiten.
Am 21. November 1921 ernannte Benedikt XV. ihn zum Titularerzbischof von Edessa in Osrhoëne und Apostolischen Delegaten in Japan. Die Bischofsweihe spendete ihm Wilhelmus Marinus van Rossum, Kardinalpräfekt der Propaganda Fide, am 8. Dezember 1921. Mitkonsekratoren waren Pietro Fumasoni Biondi, Sekretär der Propaganda Fide, und Antonio Micozzi, Weihbischof im Bistum Sabina.
Er rief eine Provinzialsynode ein, um zu klären, ob Katholiken an Shintozeremonien teilnehmen dürfen. 1926 wurde mit Januarius Kyūnosuke Hayasaka der erste japanische Bischof ernannt. Somit wurde die japanische Kirche unabhängiger von der Pariser Mission. Die Aufnahme diplomatischer Beziehungen machte Fortschritte, wurde aber von der buddhistischen Opposition im Parlament blockiert. Als Edward Aloysius Mooney am 30. März 1931 zu seinem Nachfolger ernannt wurde, blieb Giardini in Japan, bis dieser aus Indien ankam.
Am 16. Mai 1931 ernannte ihn Papst Pius XI. zum Erzbischof von Ancona e Numana. Die Einführung erfolgte am 19. Juli 1931. Am 5. September 1940 nahm Papst Pius XII. seinen Rücktritt an und ernannte ihn zum Titularerzbischof von Laodicea in Syria.